# Бахтін Олександр Єгорович
Бахтін Олександр Єгорович (1918 — 1944) — російський радянський військовик. Герой Радянського Союзу (1944).

## Біографія
Народився в с. Казанське (нині Лівенського району Орловської області, РФ) у селянській родині. Росіянин. Після закінчення середньої школи працював у колгоспі, а пізніше в ліспромгоспі.
В 1942 році призваний до лав РСЧА. У цьому ж році відправлений на фронт німецько-радянської війни, закінчив курси молодших лейтенантів.
Відзначився під час форсування Дніпра у жовтні-листопаді 1943 року, вправно керуючи діями підлеглої роти на Лютізькому плацдармі.
Загинув у бою 9 квітня 1944 року поблизу сіл Пилява, Медведівці. Спочатку похований у селі Косів Чортківського району Тернопільської області, пізніше перепохований у селі Білобожниця (47 у списку поховання с. Білобожниця).